# Stefan Olsdal

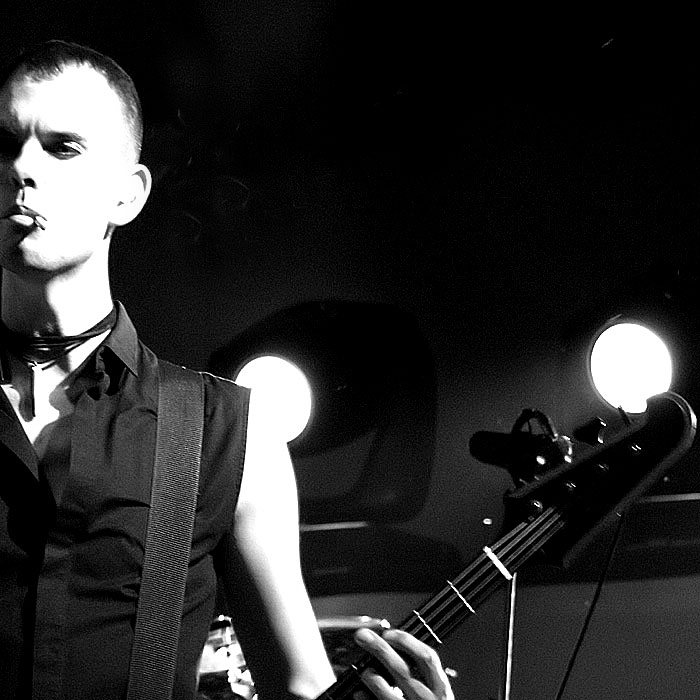
Stefan Olsdal

Stefan Olsdal (Göteborg, 31 maart 1974) is de Zweedse bassist van de groep Placebo.
Olsdal leert Brian Molko (zanger en gitarist van de groep) kennen in Luxemburg, waar ze samen op school zaten. Ze konden elkaar nauwelijks luchten en hadden nauwelijks contact met elkaar omdat Molko chronisch depressief was en Olsdal meer epicuristisch. Toch kruisten hun wegen elkaar weer in Londen, waar ze beiden dramalessen volgden.
- Bibsys: 6018211
- International Standard Name Identifier: 0000 0001 0187 017X
- MusicBrainz: d9a4caf6-9b71-4be1-901f-017f4b40b905
- Nationale Bibliotheek van Tsjechië: xx0121303
- Virtual International Authority File: 151772247